# Hewitt Claypoole Grantham-Hayes
Hewitt Claypoole Grantham-Hayes, dit aussi H. C. Grantham-Hayes (1890-1931) est un écrivain et réalisateur britannique.

## Biographie
Fils de Suzanne Jackson et de Hewitt Grantham-Hayes, une famille aristocratique, après des études supérieures, Hewitt Claypoole entreprend une série de voyages en Grèce et en Égypte. Il publie ensuite un recueil de poèmes puis un roman, Rosina. Il épouse en premières noces Leila Kathleen, qui meurt peu après. Avec l'entrée en guerre, il est mobilisé ; d'abord du côté des Dardanelles puis sur le front français, où il est grièvement blessé,. Il épouse en secondes noces une française, Céline Charlotte Marguerite Baveux, pianiste, dont un fils, né le 25 avril 1916 (Paris 15e), prénommé Georges Simon Firmin.
Installée à Paris, il fait la connaissance du producteur Louis Nalpas qui l'embauche dans la Société des cinéromans, où il débute comme adaptateur de film français pour le marché anglais.
En 1923, Grantham-Hayes s'associe à Georges Goyer pour fonder Argus-Film, une société de production de films franco-britanniques.
En mai 1925, il est embauché comme sous-directeur aux productions Markus et Steiger et supervise la production du film Le Puits de Jacob d'Edward José.
Il débute comme réalisateur en 1926 aux côtés de Fred LeRoy Granville, dans le cadre des productions Argus-Film.
Pris d'un malaise la veille d'un nouveau tournage, il meurt brutalement le 4 mai 1931, âgé de 41 ans, à l'hôpital Lariboisière (Paris 10e) ; sa dernière adresse est au 9 ter rue Paul-Féval,.

## Filmographie
- 1926 : Lady Harrington, coréalisé avec Fred LeRoy Granville.
- 1927 : Sous le ciel d'Orient, coréalisé avec Fred LeRoy Granville.
- 1929 : L'Emprise
- 1929 : Parce que je t'aime.
- 1930 : Nos maîtres les domestiques.